# Daniłowce
Daniłowce – wieś w Polsce położona w województwie podlaskim, w powiecie sejneńskim, w gminie Giby.
| SIMC    | Nazwa             | Rodzaj    |
| ------- | ----------------- | --------- |
| 1011402 | Lasanka-Orzechowo | część wsi |

Wieś duchowna położona była w końcu XVIII wieku  w powiecie grodzieńskim województwa trockiego. W latach 1975–1998 miejscowość administracyjnie należała do województwa suwalskiego.